# Arlene Raven
Arlene Raven (Baltimore, 12 de julio de 1944-Brooklyn, 1 de agosto de 2006), nacida Arlene Rubin, fue una historiadora del arte, autora, crítica, educadora y curadora feminista estadounidense. Fue cofundadora de numerosas organizaciones feministas de arte en Los Ángeles en la década de 1970. 

## Trayectoria
Sus padres fueron Joseph y Annette Rubin, judíos estadounidenses de clase media, en Baltimore, Maryland. Su padre era dueño de un bar y su madre ama de casa. Obtuvo su primera titulación en arte en el Hood College de Maryland en 1965, y continuó con los estudios de arte. Obtuvo un Máster en Bellas Artes en pintura por la Universidad George Washington y completó su doctorado en historia del arte por la Universidad Johns Hopkins en 1975.
Fue una figura importante en el movimiento feminista de arte de los Estados Unidos y fue parte del esfuerzo para educar a las artistas y proporcionarles oportunidades para realizar y mostrar trabajos que se refirieran específicamente a sus experiencias como mujeres. En 1973, cofundó el Taller de Estudio Feminista con la artista Judy Chicago y Sheila Levrant de Bretteville. El objetivo de esta escuela de arte independiente, que finalmente se ubicó en el Edificio de Mujeres de Los Ángeles, era «unirse como una comunidad de personas trabajadoras cuyo trabajo surge de nuestras experiencias compartidas como mujeres y nuestro contexto social compartido» y se puso énfasis en la «cooperación, colaboración y hermandad».
Ese mismo año, cofundó el Centro de Estudios Históricos de Arte Feminista junto a su colega Ruth Iskin, historiadora del arte educada en la Johns Hopkins. El Centro se dedicó a la investigación seria sobre mujeres artistas, al desarrollo de una metodología histórica del arte feminista y a la creación de un archivo de diapositivas sobre el trabajo de las mujeres. Raven también cofundó y editó la revista de cultura de la mujer Chrysalis. En 1976, fue miembro fundadora de The Lesbian Art Project; ella también era lesbiana. Sus componentes exploraron el lesbianismo a través de obras de arte, investigaron artistas lesbianas del pasado, como la pintora Romaine Brooks, y cuestionaron el significado cultural del término «lesbiana». También fue fundadora del Caucus de Mujeres por el Arte.
Además del Taller de Estudio Feminista, también enseñó en el Instituto de las Artes de California, el Instituto de Arte de Maryland, el Parsons The New School for Design, la Universidad de California en Los Ángeles (UCLA), la Universidad del Sur de California y la Nueva Escuela de Investigación Social. En la década de 1980, se convirtió en la principal crítica de arte del periódico The Village Voice.
Fue comisaria de diez exposiciones, incluidas las del Museo de Arte de Baltimore y el Museo de Arte de Long Beach. Una exposición notable fue «At Home», «que reunió a muchos de los artistas e ideas que ella había defendido durante la década anterior». En 2000 se convirtió en la crítica residente de la Rinehart School of Sculpture del Maryland Institute College of Art. En 2002 recibió el Premio Frank Jewett Mather por la crítica de arte de la College Art Association.
Murió de cáncer en su casa de Brooklyn el 1 de agosto de 2006, a la edad de 62 años. Le sobrevivieron su padre, su hermana Phyllis [Gelman] y Nancy Grossman, su compañera de vida durante 23 años.

## Libros
Raven escribió nueve libros, incluyendo: 
- Feminist Art Criticism: An Anthology (1988) OCLC 581561464 ISBN 0835718786
- Crossing Over: Feminism and Art of Social Concern (1988) OCLC 901903194 ISBN 0835720179
- Art in the Public Interest (1989) OCLC 502660046 ISBN 0306805391
- New feminist criticism : art, identity, action (1994) OCLC 27816089 ISBN 0064309096

Monografías: 
- Nancy Grossman (1991)
- June Wayne : Tunnel of the Senses (1997)